# 清捲舌邊擦音
清捲舌邊擦音，用於某些語言中。清捲舌邊擦音暫時沒有正式的國際音標符號，但在相關书籍有時以⟨ꞎ⟩表示。

## 特徵
清捲舌邊擦音 的特徵：
- 調音方法是摩擦，表示氣流通過位於調音部位的狹窄通道，發生湍流。

- 調音部位是捲舌，以舌尖和上顎前部接觸以形成對氣流的阻礙而調音。

- 發聲類型是清音，意味着發音時聲帶並不顫動。
- 本輔音是口腔輔音（口音），表示調音時空氣只從口裡流出。
- 調音方法是邊音，氣流從舌兩側流過，而不從中部流過。
- 氣流機制是肺部氣流，即由肺與橫膈膜驱动空气。

## 见于
| 语言 | 语言 | 国际音标 | 意义 | 注释 |
| ---- | ---- | -------- | ---- | ---- |
| Toda | Toda | [pʏːꞎ]   | 夏   |      |

1. ↑  . The UCLA Phonetics Lab Archive. UCLA Department of Linguistics. 2007  [2009-09-28]. （原始内容存档于2012-02-17）. —See #20 in the word list （页面存档备份，存于） and the word list （页面存档备份，存于） (TIF). The sound file （页面存档备份，存于） (WAV) is also available.